# Vans

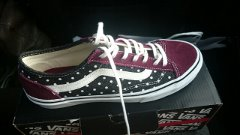
Calzado de la marca.

Vans es una compañía dedicada principalmente a la producción de calzado, aunque también fabrica ropa, como sudaderas y camisetas; fundada por Paul Van Doren en 1966 en California. Su principal mercado está en el skateboarding, además de otros deportes urbanos y también extremos.
El logo de la compañía hace alusión a sus comienzos como tienda de equipamiento para colegios en EE. UU.[cita requerida]

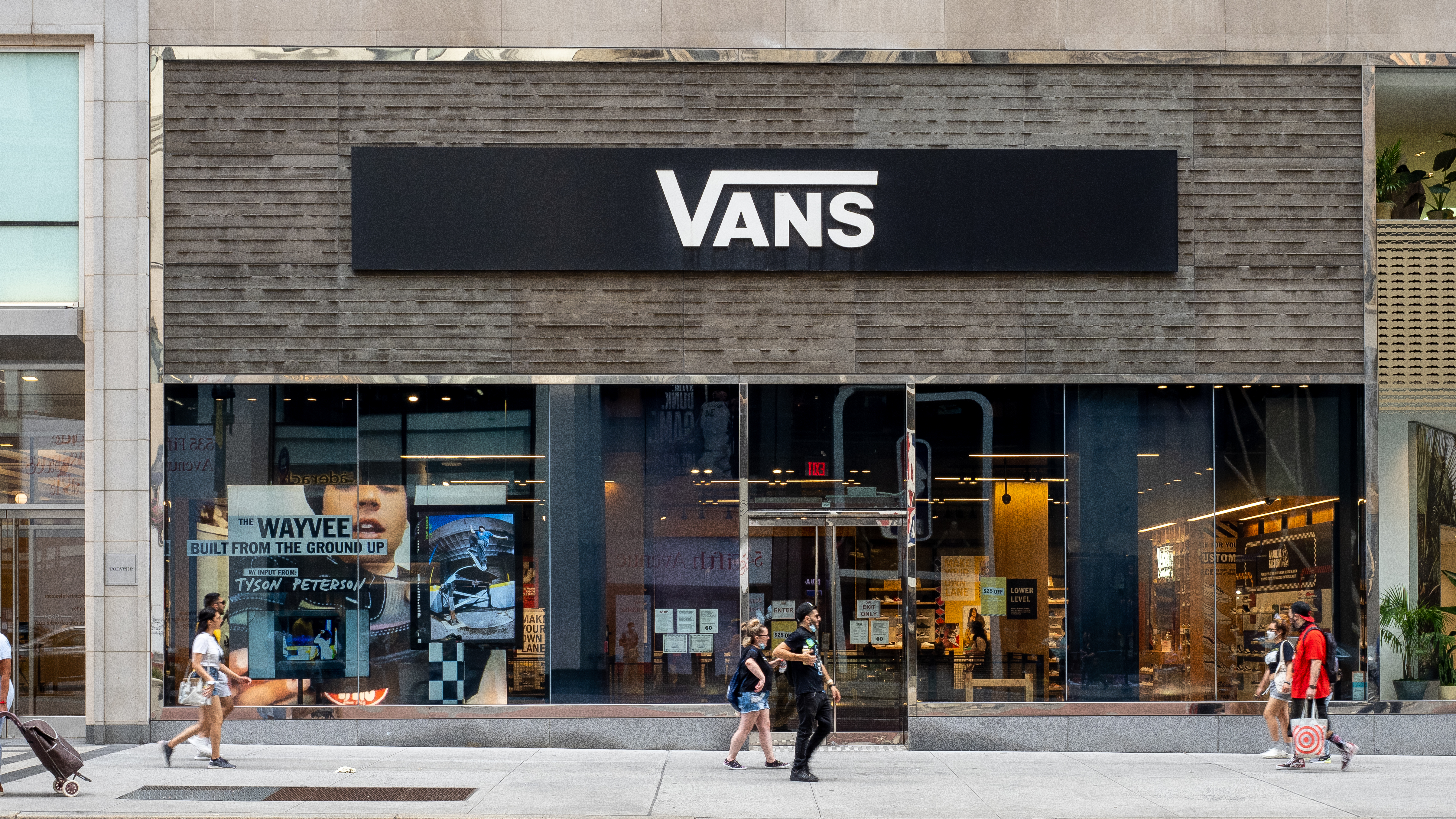
Tienda de la compañía en Midtown Manhattan EE. UU.

## Historia

### Reorganización administrativa
Ya en los años de 1970, el creador Paul Van Doren y James Van Doren entran en la dura competencia de las zapatillas deportivas a nivel profesional creando modelos de Vans para baloncesto, béisbol, fútbol americano e incluso Lucha libre profesional. En 1983 varios de sus modelos lograron una gran aceptación en el mercado. Van Doren desarrolla en Vans una reorganización y toma el mando como administrador jefe. Sus primeros socios fueron Serge D'Elia, Lee Gordon y varios amigos que formaron parte de la comercialización de varios zapatos y de la apertura de primeras tiendas. En 1985 Vans lograría paliar deudas después de haber pagado a sus acreedores.
Con savia nueva y un importante esfuerzo financiero Vans se expande y aumenta su presencia a nivel mundial, llegando incluso a hacer su aparición en el NASDAQ, en el año 1991. En el año 2000, los propietarios que eran originarios, vendieron Vans a una compañía que se encarga de la marca, McCown DeLeeuw Co., una firma de inversionistas.

### Auge

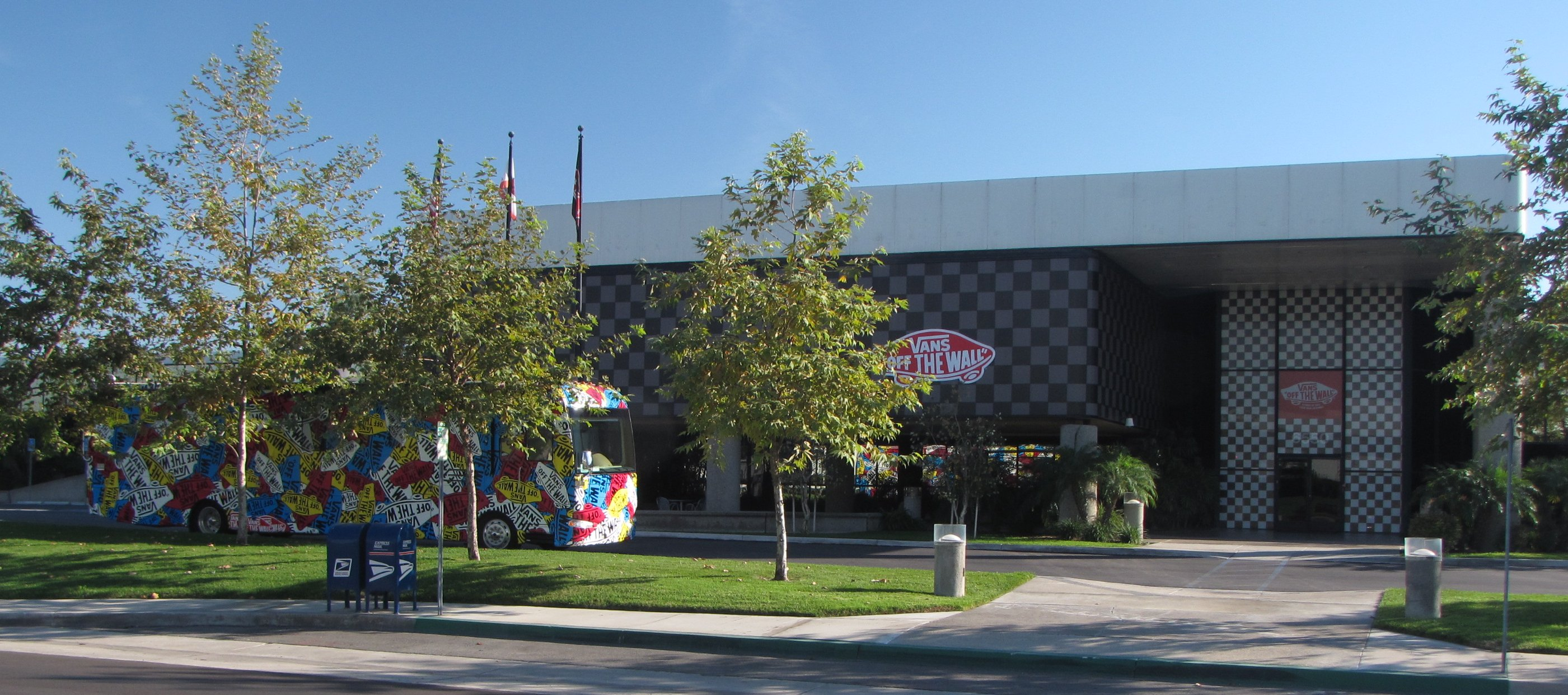
Sede de Vans en Cypress, California.

La década de los años 90 sería muy propicia para Vans con nuevos diseños en sus zapatillas y el auge de la escena alternativa del rock. El auge de una variante del legado punk de los años 1980, el punk-pop que llegó a mediados de los 90 con oleadas de bandas como The Offspring, Green Day, Bad Religion , NOFX y Blink-182. Bandas como éstas y muchas más del estilo serían las abanderadas del Warped Tour de Vans, un festival veraniego de música punk , punk-pop , ska-punk y hip-hop que nació en 1994.
Un año más tarde, Vans se hace con el Triple Crown Series, una serie de prestigiosas pruebas profesionales de surf.
Vans fue la primera marca skate en abrir un skatepark o parque de patinaje. Fue en 1998 en Orange Mall, en la localidad californiana de Newport Beach en Orange County. El parque dispone de 46.000 metros cuadrados al aire libre.
La prestigiosa revista Forbes reconoció a Vans como la "mejor compañía pequeña de América del año 2000" y en 2002 entraría en el mundo de la televisión al firmar un contrato con NBC Sports y la Fox Sports por los derechos de retransmisión de la Triple Crown Series.
Forbes reconocería a Vans otra vez en 2002 como una "de las mejores compañías pequeñas de América". Esta vez se quedó sin el primer lugar, aunque volvió a lograr el reconocimiento mundial.
Actualmente, Vans ya no produce solo calzado, ha ampliado su catálogo a ropa, accesorios e incluso vídeos, donde se explican trucos de skate para los fanáticos de este deporte. Vans cuenta con unas zapatillas creadas específicamente para hacer skate.